# Liste der Nummer-eins-Hits in der Schweiz (1970)
Dies ist eine Liste der Nummer-eins-Hits in der Schweiz im Jahr 1970. Sie basiert auf den Top 10 Singles der offiziellen Schweizer Hitparade. Es gab in diesem Jahr zehn Nummer-eins-Singles.

## Singles
| ← 1969 ← | Liste der Nummer-eins-Hits in der Schweiz | Liste der Nummer-eins-Hits in der Schweiz | Liste der Nummer-eins-Hits in der Schweiz                                                   | 1971 →                    |
| \| Zeitraum \| Wo. ges. \| Interpret \| Titel Autor(en) \| Zusätzliche Informationen \| \| (Zeitraum, Wochen auf Platz eins, Interpret, Titel, Autor[en], zusätzliche Informationen) \| \| \| \| \| \| ----------------------------------------------------------------------------------------- \| -------- \| ----------------- \| ------------------------------------------------------------------------------------------- \| ------------------------- \| \| 28. Oktober 1969 – 5. Januar 1970 10 Wochen \| 10 \| Minstrels \| Grüezi wohl Frau Stirnimaa Mario Feurer \| – \| \| 6. Januar 1970 – 2. Februar 1970 4 Wochen \| 4 \| Shocking Blue \| Venus Robert H. J. van Leeuwen \| – \| \| 3. Februar 1970 – 9. März 1970 5 Wochen \| 5 \| Steam \| Na Na Hey Hey Kiss Him Goodbye Gary de Carlo, Dale Frashuer, Paul Leka \| – \| \| 10. März 1970 – 27. April 1970 7 Wochen \| 7 \| The Beatles \| Let It Be John Winston Lennon, Paul James McCartney \| – \| \| 28. April 1970 – 22. Juni 1970 8 Wochen \| 8 \| Soulful Dynamics \| Mademoiselle Ninette Herbert Hildebrandt Winhauer \| – \| \| 23. Juni 1970 – 24. August 1970 9 Wochen \| 9 \| Simon & Garfunkel \| El Condor Pasa (If I Could) Musik: Daniel Alomía Robles, Jorge Milchberg; Text: Paul Simon \| – \| \| 25. August 1970 – 21. September 1970 4 Wochen \| 4 \| Mungo Jerry \| In the Summertime Ray Dorset \| – \| \| 22. September 1970 – 9. November 1970 7 Wochen \| 7 \| Miguel Ríos \| A Song of Joy Musik: Ludwig van Beethoven; englischer Text: Clarke Ross Parker \| – \| \| 10. November 1970 – 7. Dezember 1970 4 Wochen \| 4 \| Deep Purple \| Black Night Ritchie Blackmore, Roger David Glover, Ian Gillan, Jon Lord, Ian Anderson Paice \| – \| \| 8. Dezember 1970 – 18. Januar 1971 6 Wochen \| 6 \| Christie \| San Bernadino Jeff Christie \| – \| |                                           |                                           |                                                                                             |                           |
| ← 1969 |                                           |                                           |                                                                                             | → 1971 →                  |
| Zeitraum | Wo. ges.                                  | Interpret                                 | Titel Autor(en)                                                                             | Zusätzliche Informationen |
| (Zeitraum, Wochen auf Platz eins, Interpret, Titel, Autor[en], zusätzliche Informationen) |                                           |                                           |                                                                                             |                           |
| 28. Oktober 1969 – 5. Januar 1970 10 Wochen | 10                                        | Minstrels                                 | Grüezi wohl Frau Stirnimaa Mario Feurer                                                     | –                         |
| 6. Januar 1970 – 2. Februar 1970 4 Wochen | 4                                         | Shocking Blue                             | Venus Robert H. J. van Leeuwen                                                              | –                         |
| 3. Februar 1970 – 9. März 1970 5 Wochen | 5                                         | Steam                                     | Na Na Hey Hey Kiss Him Goodbye Gary de Carlo, Dale Frashuer, Paul Leka                      | –                         |
| 10. März 1970 – 27. April 1970 7 Wochen | 7                                         | The Beatles                               | Let It Be John Winston Lennon, Paul James McCartney                                         | –                         |
| 28. April 1970 – 22. Juni 1970 8 Wochen | 8                                         | Soulful Dynamics                          | Mademoiselle Ninette Herbert Hildebrandt Winhauer                                           | –                         |
| 23. Juni 1970 – 24. August 1970 9 Wochen | 9                                         | Simon & Garfunkel                         | El Condor Pasa (If I Could) Musik: Daniel Alomía Robles, Jorge Milchberg; Text: Paul Simon  | –                         |
| 25. August 1970 – 21. September 1970 4 Wochen | 4                                         | Mungo Jerry                               | In the Summertime Ray Dorset                                                                | –                         |
| 22. September 1970 – 9. November 1970 7 Wochen | 7                                         | Miguel Ríos                               | A Song of Joy Musik: Ludwig van Beethoven; englischer Text: Clarke Ross Parker              | –                         |
| 10. November 1970 – 7. Dezember 1970 4 Wochen | 4                                         | Deep Purple                               | Black Night Ritchie Blackmore, Roger David Glover, Ian Gillan, Jon Lord, Ian Anderson Paice | –                         |
| 8. Dezember 1970 – 18. Januar 1971 6 Wochen | 6                                         | Christie                                  | San Bernadino Jeff Christie                                                                 | –                         |

## Jahreshitparade
| ← 1969 ← | Liste der Nummer-eins-Hits in der Schweiz                                                                    | Liste der Nummer-eins-Hits in der Schweiz | Liste der Nummer-eins-Hits in der Schweiz | 1971 →   |
| \| Position# \| Singles \| \| --------- \| ------------------------------------------------------------------------------------------------------------ \| \| 1 \| A Song of Joy Miguel Ríos Musik: Ludwig van Beethoven; englischer Text: Clarke Ross Parker \| \| 2 \| In the Summertime Mungo Jerry Ray Dorset \| \| 3 \| El Condor Pasa (If I Could) Simon & Garfunkel Musik: Daniel Alomía Robles, Jorge Milchberg; Text: Paul Simon \| \| 4 \| Let It Be The Beatles John Winston Lennon, Paul James McCartney \| \| 5 \| Ma belle amie Tee Set Hans P. van Eijck, Petrus G. A. Tetteroo \| \| 6 \| Mademoiselle Ninette Soulful Dynamics Herbert Hildebrandt Winhauer \| \| 7 \| Spiel mir das Lied vom Tod (Jill’s Theme) Ennio Morricone \| \| 8 \| Travellin’ Band Creedence Clearwater Revival John C. Fogerty \| \| 9 \| Na Na Hey Hey Kiss Him Goodbye Steam Gary de Carlo, Dale Frashuer, Paul Leka \| \| 10 \| Black Night Deep Purple Ritchie Blackmore, Roger David Glover, Ian Gillan, Jon Lord, Ian Anderson Paice \| | |                                           |                                           |          |
| ← 1969 | |                                           |                                           | → 1971 → |
| Position# | Singles |                                           |                                           |          |
| 1 | A Song of Joy Miguel Ríos Musik: Ludwig van Beethoven; englischer Text: Clarke Ross Parker                   |                                           |                                           |          |
| 2 | In the Summertime Mungo Jerry Ray Dorset                                                                     |                                           |                                           |          |
| 3 | El Condor Pasa (If I Could) Simon & Garfunkel Musik: Daniel Alomía Robles, Jorge Milchberg; Text: Paul Simon |                                           |                                           |          |
| 4 | Let It Be The Beatles John Winston Lennon, Paul James McCartney                                              |                                           |                                           |          |
| 5 | Ma belle amie Tee Set Hans P. van Eijck, Petrus G. A. Tetteroo                                               |                                           |                                           |          |
| 6 | Mademoiselle Ninette Soulful Dynamics Herbert Hildebrandt Winhauer                                           |                                           |                                           |          |
| 7 | Spiel mir das Lied vom Tod (Jill’s Theme) Ennio Morricone                                                    |                                           |                                           |          |
| 8 | Travellin’ Band Creedence Clearwater Revival John C. Fogerty                                                 |                                           |                                           |          |
| 9 | Na Na Hey Hey Kiss Him Goodbye Steam Gary de Carlo, Dale Frashuer, Paul Leka                                 |                                           |                                           |          |
| 10 | Black Night Deep Purple Ritchie Blackmore, Roger David Glover, Ian Gillan, Jon Lord, Ian Anderson Paice      |                                           |                                           |          |